# Carl Zeiss AG
Carl Zeiss AG eller Zeiss er en tysk producent af optiske systemer og optoelektronik. Virksomheden blev etableret i Jena i 1846 af optiker Carl Zeiss. Carl Zeiss AG ejes af fonden Carl-Zeiss-Stiftung.